# سيدني لي
سيدني لي (بالإنجليزية: Sidney Lee) (و. 1859 – 1926 م) هو مؤرخ أدبي، وكاتب سير، وناقد أدبي، وكاتب، وأستاذ جامعي، من المملكة المتحدة، ولد في بلومسبيري، وكان عضوًا في الأكاديمية الأمريكية للفنون والعلوم، توفي في لندن، عن عمر يناهز 67 عاماً.

## التعليم
تعلم في City of London School ‏، وكلية باليول بجامعة اوكسفورد.

## مناصب وهيئات
أدار كلية الملكة ماري, جامعة لندن.

## جوائز
حصل على جوائز منها:
- لقب فارس.